# Gearman
Gearman  是一套用來把程式需求委派給機器，提供通用的程序框架來將任務分發在機器上进行運算的系統。它同時具備並行工作的能力、負載均衡處理的能力，以及在不同程序語言之間溝通的能力。

## Gearman 特點
- Open Source: 屬於開放原始碼，同時，建立社群提供問題的協助平台。
- Multi-language: 多國語言介面。
- Flexible: 靈活，不需要設計其他模式，可以快速將應用程序分佈運作。
- Fast: 它有簡單的協定，減少執行沒有相關的時間。
- Embeddable: 嵌入式，快速與輕量，處理各種應用程序。
- No single point of failure: 不僅可以將系統模組化，也能容錯方式進行。
- No limits on message size: 支援單一訊息 4 gig 大小。
- Worried about scaling: 各平台行皆有使用經驗，e.g. Tumblr, Yelp, Etsy, etc.

## Gearman 運作原理
Gearman 主要分成三個部份，需求的處理過程涉及三個角色：Client -> Job -> Worker。

### Client
- Client: 負責建立一個工作，發送需求 (application) 給 Job Server，而 Job Server 會去找適合的 Worker 去轉發工作。

### Job Server
- Job Server: 瞭解 Client 端的需求，並查看哪個機器可以處理這項要求，在系統裡它通常會是個 Daemon。

### Work
- Worker: Worker 通過 Job Server 的分派，開始執行 Client 端的工作。

### Message Queue
- 執行 Message Queue [2]服務的 Job Server 可以是多台伺服器組成，也就是分散式架構，在 Job Server 上執行 Worker 程式。
- 這些 Worker 程式會一直循環地等候，直到 Job Server 呼叫它執行工作。
- Client 端發送出需求之後，會將需要的資料及動作記錄在 Job Server 上，這時 Job Server 會查看是否有空閒並符合需求的 Worker。
- 在 Worker 結束工作後，會發送通知給 Job Server ，這時 Job Server 就會視狀況把結果回傳給 Client。
- Client 端不需等候需求的執行結果，可以直接繼續執行其他動作。

## Job Server 負載方式
- 當 Client 可能同時發出多個需求給 Job Server，由 Message Queue 接手進行佇列。
- 而 Job Server 開始處理多個需求，若其中一個發生問題，可以 Failover 到其他的機器。
- 同時，Worker 會將多個需求一起進行運算，再看是同步或非同步模式，回傳結果給 Client。

### 同步 (Synchronous)
- 同步(Synchronous) 是指 Client 將需求 (Application) 丟給 Gearmand。
- 由 Gearmand 分派 Job 給各 Worker 去處理。
- 並同步 Response 回傳給 Gearmand 告訴 Client 現在進度。

### 非同步 (Asynchronous)
- 非同步 (Asynchronous) 是指 Client 將需求 (Application) 丟給 Gearmand。
- 由 Gearmand 分派 Job 給各 Worker 去處理。
- Worker 處理完畢後，才會將結果回傳給 Gearmand 告訴 Client 現在進度。